# Паризький лівр
Паризький лівр (фр. livre parisis) — офіційна розрахункова грошова одиниця Франції за часів династії Капетингів аж до 1203 року. Після того, як в цьому році французький король Філіп II Август приєднав до земель французької корони Анжу і Турень, паризький лівр почав витіснятися турським лівром, що застосовувався на тих теренах. Фактично паризький лівр вийшов з обігу вже за Людовіка IX, проте грошова система, заснована на паризькому ліврі, продовжувала використовуватися в районі Парижа аж до її офіційного скасування в 1667 році королем Людовіком XIV .
Паризький лівр ділився на 20 паризьких солей, які, у свою чергу, ділилися на 12 паризьких деньє . Оскільки паризький лівр дорівнював 1 ¼ турського лівра або 25 турських солей, то 1 паризький соль дорівнював 15 турським деньє, а 1 паризьке деньє — 1 ¼ турським деньє.

## Історія
Паризький лівр був офіційною валютою у Франції Капетингів, але деякі інші регіони країни також мали право карбувати власні монети та використовували для цього власні стандарти ваги, зокрема в Турені та Анжуйському графстві використовувався турський лівр, на основі якого карбувались турські деньє (торнезе). Філіп II відвоював у Англії Анжуйське графство і Турень в 1203 році. Оскільки паризькі монети були дорожчі і мали на 25% більшу вагу за свої турські аналоги, більш дешевший турський лівр швидко замінив менш стабільну паризьку валюту як розрахункову одиницю в об'єднаному Французькому королівстві. Якийсь час обидві монети ходили паралельно, але вже Людовик IX припинив карбувати паризький лівр, хоча  він й продовжував використовуватися для бухгалтерських цілей у районі навколо Парижа, поки його використання не було повністю скасовано Людовиком XIV у 1667 році.